# José Mendes
José Joao Mendes Pimenta Costa (Guimarães, 24 de abril de 1985) es un ciclista portugués que fue profesional entre 2008 y 2024.

## Palmarés
2005 (como amateur)
- 1 etapa de la Vuelta a Portugal del Futuro

2006 (como amateur)
- 2 etapas de la Vuelta a Portugal del Futuro

2007 (como amateur)
- Vuelta a Portugal del Futuro, más 1 etapa

2009
- 3.º en el Campeonato de Portugal Contrarreloj

2010
- 1 etapa del Trofeo Joaquim Agostinho

2015
- 3.º en el Campeonato de Portugal Contrarreloj

2016
- 2.º en el Campeonato de Portugal Contrarreloj
- Campeonato de Portugal en Ruta

2019
- Campeonato de Portugal en Ruta

## Resultados en Grandes Vueltas y Campeonatos del Mundo
| Carrera         | Carrera         | 2008 | 2009 | 2010 | 2011 | 2012 | 2013 | 2014  | 2015  | 2016 | 2017 | 2018 | 2019 | 2020 | 2021 | 2022 | 2023 | 2024 |
| --------------- | --------------- | ---- | ---- | ---- | ---- | ---- | ---- | ----- | ----- | ---- | ---- | ---- | ---- | ---- | ---- | ---- | ---- | ---- |
|                 | Giro de Italia  | —    | —    | —    | —    | —    | —    | —     | —     | —    | 48.º | —    | —    | —    | —    | —    | —    | —    |
|                 | Tour de Francia | —    | —    | —    | —    | —    | —    | 124.º | 140.º | —    | —    | —    | —    | —    | —    | —    | —    | —    |
|                 | Vuelta a España | —    | —    | —    | —    | —    | 22.º | —     | —     | 54.º | —    | 83.º | —    | —    | —    | —    | —    | —    |
| Mundial en Ruta | Mundial en Ruta | 58.º | —    | 90.º | —    | —    | —    | Ab.   | —     | —    | —    | —    | —    | —    | —    | —    | —    | —    |

—: no participa

Ab.: abandono